# Loftus Road
Loftus Road, noto anche come MATRADE Loftus Road Stadium per ragioni di sponsorizzazione, è un impianto sportivo situato a Londra, sede del club calcistico Queens Park Rangers. Costruito nel 1904, è casa dei QPR dal 1917, con eccezione degli anni tra il 1931 e il 1933 e tra il 1962 e il 1963, quando la squadra ha giocato al White City Stadium.
Lo stadio, situato in South Africa Road (W12 7PA) nel quartiere di Hammersmith and Fulham, ha una capacità di 18.200 posti a sedere, tutti installati dal 1994.

## Storia
L'impianto venne inaugurato l'11 ottobre 1904. Originariamente venne sfruttato come stadio di casa dal Shepherd's Bush F.C.. Nel 1917, il Queens Park Rangers F.C. scelse il Loftus Road come proprio campo casalingo, dopo che il precedente, situato a Park Royal, fu requisito dall'esercito britannico nel febbraio del 1915.
Nel 1931, il QPR si trasferì in via temporanea al vicino White City Stadium per la stagione 1931-32, per poi tornare a Loftus Road per la stagione 1933-34. Nel 1938, una nuova terrazza coperta per 6.000 spettatori fu inaugurata, portando la capacità complessiva dello stadio a 30.000 posti.
Con la vittoria del campionato di Third Division-Sezione sud nel 1948, il club acquistò la proprietà dello stadio e di 39 delle case circostanti per 26.250 sterline, finanziate attraverso una raccolta di fondi azionaria. Tuttavia, a causa delle difficoltà finanziarie a cui il club incombette negli anni '50, le case vennero vendute.
Il QPR dovette sperimentare un secondo trasferimento al White City Stadium nella stagione 1962-63, per poi tornare a Loftus Road dopo meno di una stagione. Nell'estate del 1968, la tribuna South Africa Road fu costruita a un costo di 150.000 sterline al fine di poter definitivamente sostituire le vecchie terrazze scoperte. Nel 1972, fu ultimata la realizzazione di una nuova tribuna nel settore della Ellerslie Road, sostituendo la precedente risalente al 1919. Gli spogliatoi e gli uffici furono seguentemente trasferiti alla South Africa Road e la postazione televisiva fu spostata.
Durante l'estate del 1981, il Loftus Road fu il primo impianto nel Regno Unito a sperimentare una nuova tipologia di manto erboso, costituita da erba naturale ed erba sintetica. La superficie fu rimossa nell'aprile 1988 e sostituita nuovamente con erba naturale.
Vennero inaugurate nuove tribune allo School End nel 1980 e un anno dopo al Loftus Road End. La capacità dello stadio a quel tempo era di 27.000 posti, rendendolo uno degli stadi più moderni e avanzati della Gran Bretagna.
Dal 1996 al 2002, il Wasps RFC, club di rugby londinese, ha giocato le proprie partite casalinghe al Loftus Road.
Nel 2002, a seguito di un accordo tra il QPR e il Fulham, quest'ultimo utilizzò il Loftus Road come proprio stadio di casa per l'intera stagione 2002-2003, mentre il Craven Cottage veniva ristrutturato.
Il 7 giugno 2019, dopo una votazione eseguita con la partecipazione dei tifosi, fu annunciato che l'impianto avrebbe cambiato nome in Kiyan Prince Foundation Stadium in onore dell'ex giocatore quindicenne della squadra giovanile del QPR Kiyan Prince, tragicamente ucciso a causa di una pugnalata nel 2006. 
Lo stadio mantenne questa nominazione fino al 2022, quando il QPR raggiunse un accordo di sponsorizzazione con la società malesiana Matrade, portando così al cambio di nome dell'impianto a MATRADE Loftus Road Stadium.

## Settori[7]

### South Africa Road Stand
Il South Africa Road Stand è il lato più capiente dello stadio. Situato dietro le panchine, ospita al suo interno gli spogliatoi, gli uffici, il box office, la sala stampa e il negozio ufficiale della squadra.

### Loftus Road End
Il Loftus Road End, noto come The Loft, è il settore dedicato alle famiglie dei tifosi dei QPR. Solitamente esaurito dagli abbonati, è la curva sotto cui la squadra attacca nel secondo tempo per scaramanzia. Qui si trovano anche l'area della polizia e il The Blue and White Bar, il bar dello stadio.

### School End
La School End è la curva che ospita i tifosi avversari. Identica alla Loftus Road End, la parte superiore è aperta ai tifosi di casa quando gli altri settori sono pieni. Questo settore ospita anche il tabellone dello stadio.

### Ellerslie Road Stand
La Ellerslie Road Stand, situata di fronte alla South Africa Road Stand, cambia nome a seconda degli sponsor, ma per i tifosi rimane sempre la Ellerslie Road Stand. È l'unico settore non dipinto con i colori sociali blu e bianco, ma presenta la scritta "QPR" formata dai sedili bianchi tra quelli azzurri. È la sede dei tifosi dell'R block, noti per il loro tifo appassionato, che occupano la zona alla sinistra della lettera "Q" della scritta "QPR". I tifosi dell'R block, insieme a quelli del settore Qu, formano il gruppo più rumoroso e attivo nel sostenere la squadra, da cui partono tutti i cori d'incitamento.

## Dati statistici
L'affluenza media registrata è di circa 15.597 tifosi per partita.
Il record di affluenza al Loftus Road è stato stabilito durante la partita QPR - Leeds United del 27 aprile 1974, valida come incontro di First Division, con 35.353 spettatori presenti. La partita terminò con l'esito di 0-0. Questo record fu raggiunto quando lo stadio non era ancora interamente provvisto di posti a sedere.
Con l'introduzione dei posti a sedere, il record di presenze è stato registrato durante la partita QPR - Manchester City del 6 novembre 1999, valida anch'essa come incontro di First Division. In questa occasione, 19.002 spettatori assisterono alla partita, terminata con una vittoria per 3-1 a favore dei Citizens.